# Mniobia tentans
Mniobia tentans är en hjuldjursart som beskrevs av Donner 1949. Mniobia tentans ingår i släktet Mniobia och familjen Philodinidae. Inga underarter finns listade i Catalogue of Life.